# Konuș, Haskovo
Konuș (în bulgară Конуш) este un sat în comuna Haskovo, regiunea Haskovo,  Bulgaria. 

## Demografie
Componența etnică a satului Konuș
     Romi (34,67%)
     Bulgari (63,88%)
     Nicio identificare (0,86%)
     Altele (1%)
La recensământul din 2011, populația satului Konuș era de 695 locuitori. Din punct de vedere etnic, majoritatea locuitorilor (63,88%) erau bulgari, cu o minoritate de romi (34,67%). Pentru 0,86% din locuitori nu este cunoscută apartenența etnică.